# Chameyrat
Chameyrat è un comune francese di 1 638 abitanti situato nel dipartimento della Corrèze nella regione della Nuova Aquitania.

## Società

### Evoluzione demografica
Abitanti censiti